# TVR
TVR je britský výrobce specializovaných sportovních aut sídlící ve městě Blackpool, Lancashire. Firma vyrábí lehké sportovní automobily se silnými motory a nabízí i kupé a kabriolety. Většina vozidel má šestiválcový nebo osmiválcový motor. Sportovní automobily TVR mají kostru z trubkové ocele, zahalenou v laminátovém plášti.

## Galerie

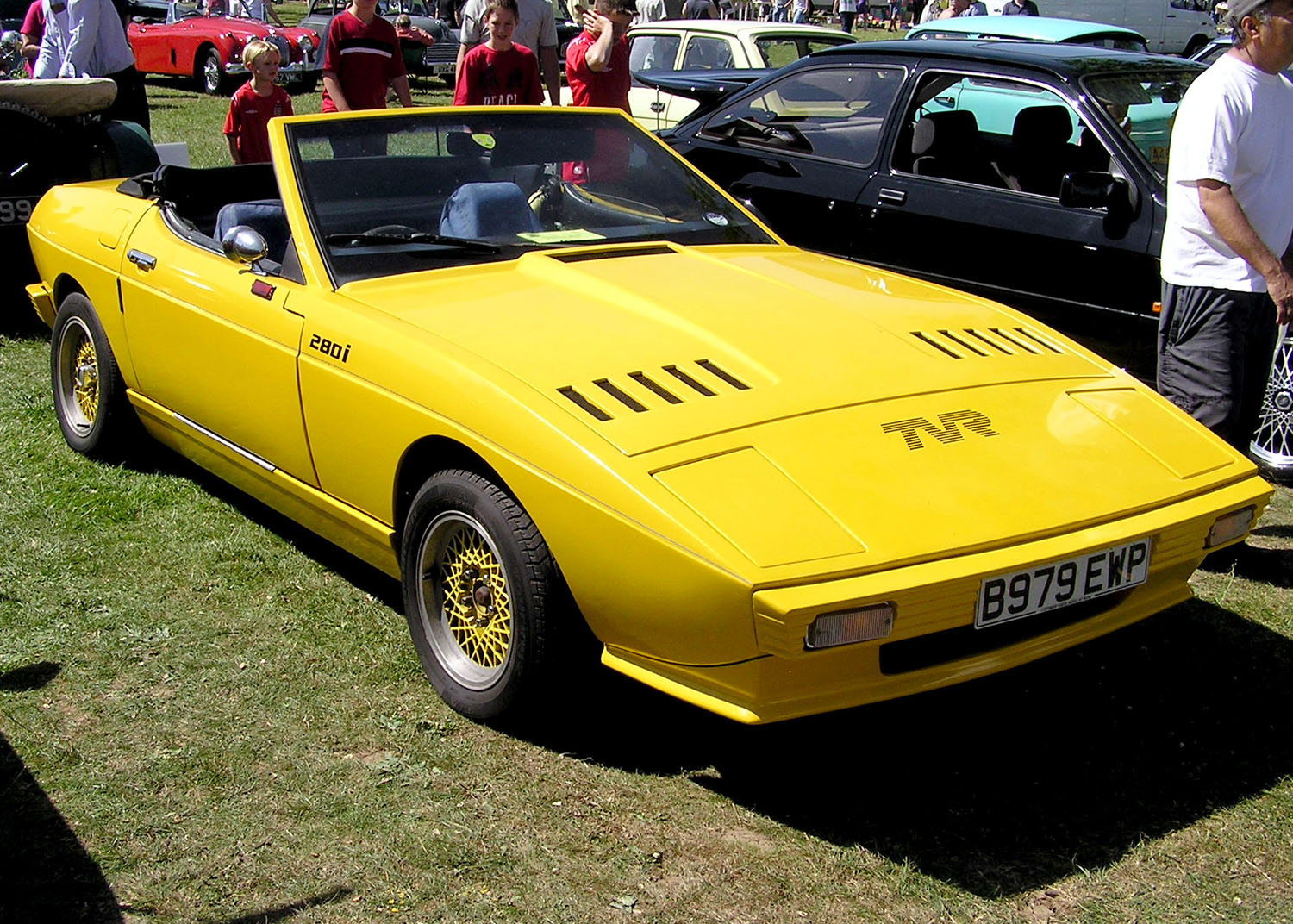
TVR 280i
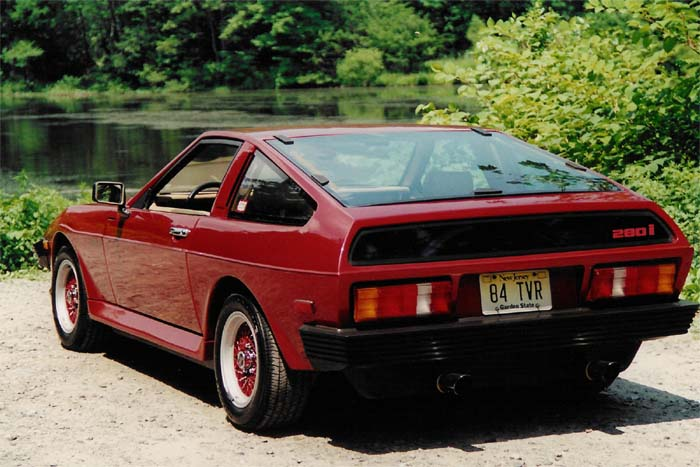
TVR 280i Coupe 1984
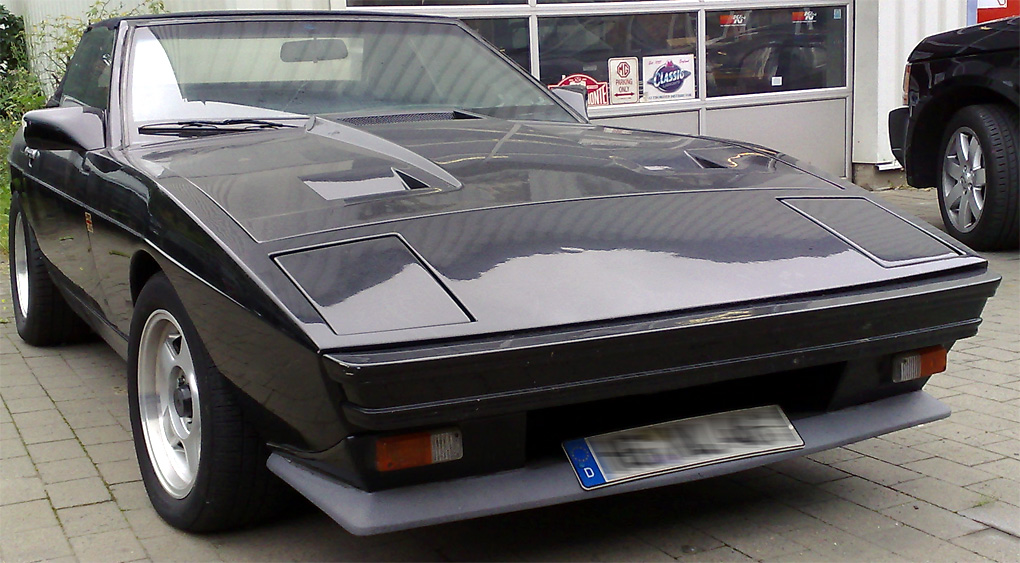
TVR 280i Series 2 1986
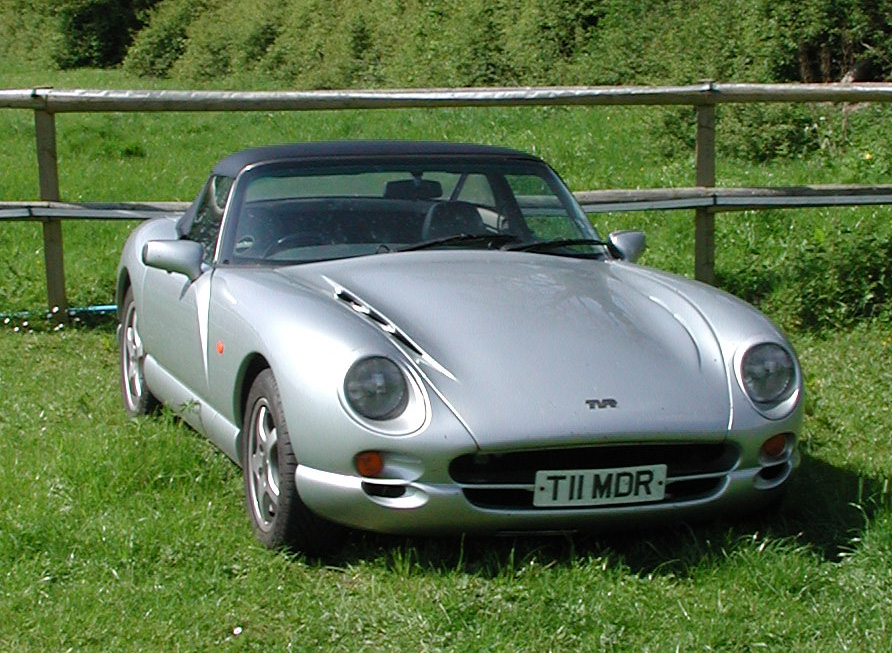
TVR Chimaera
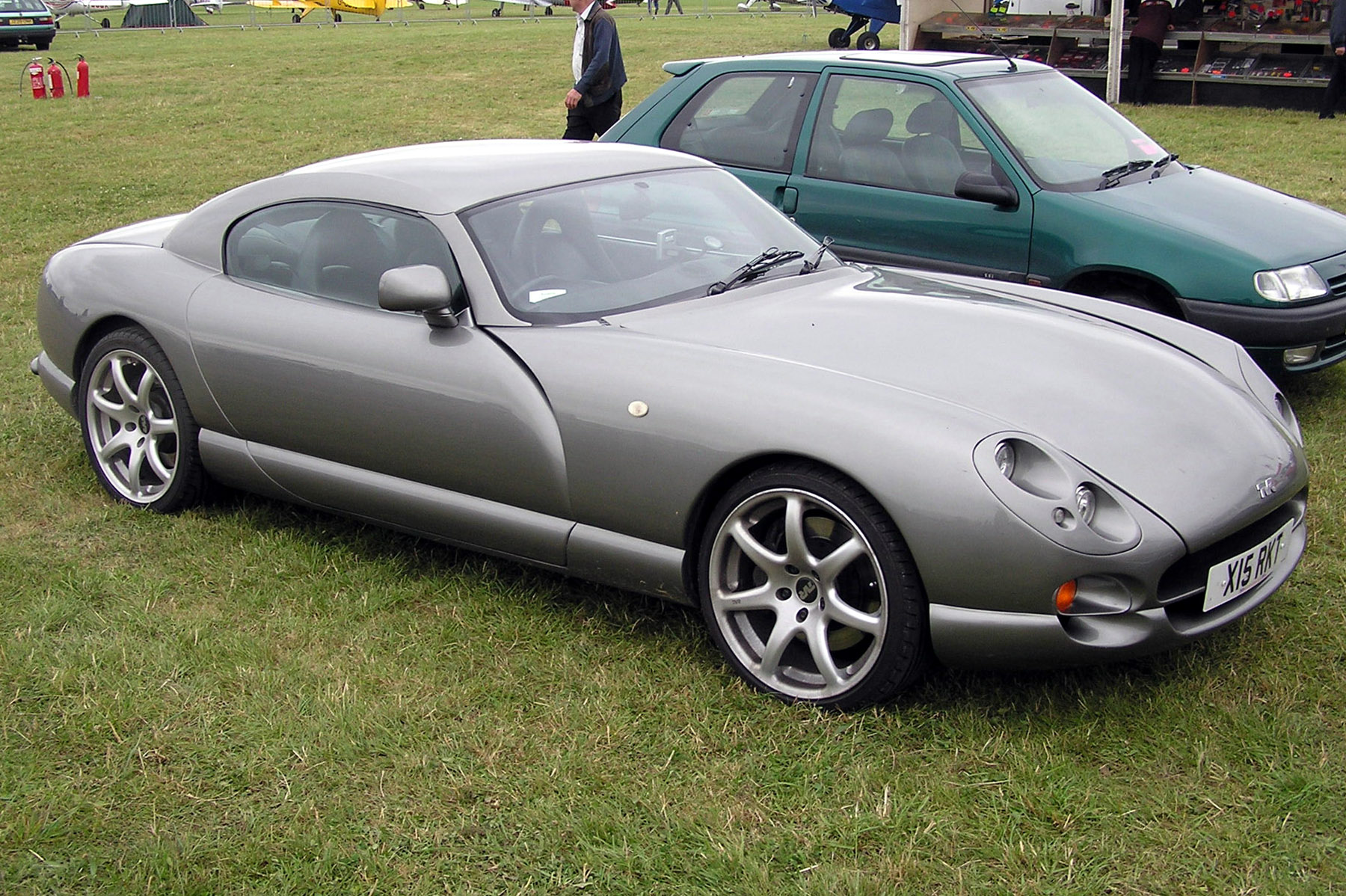
TVR Cerbera
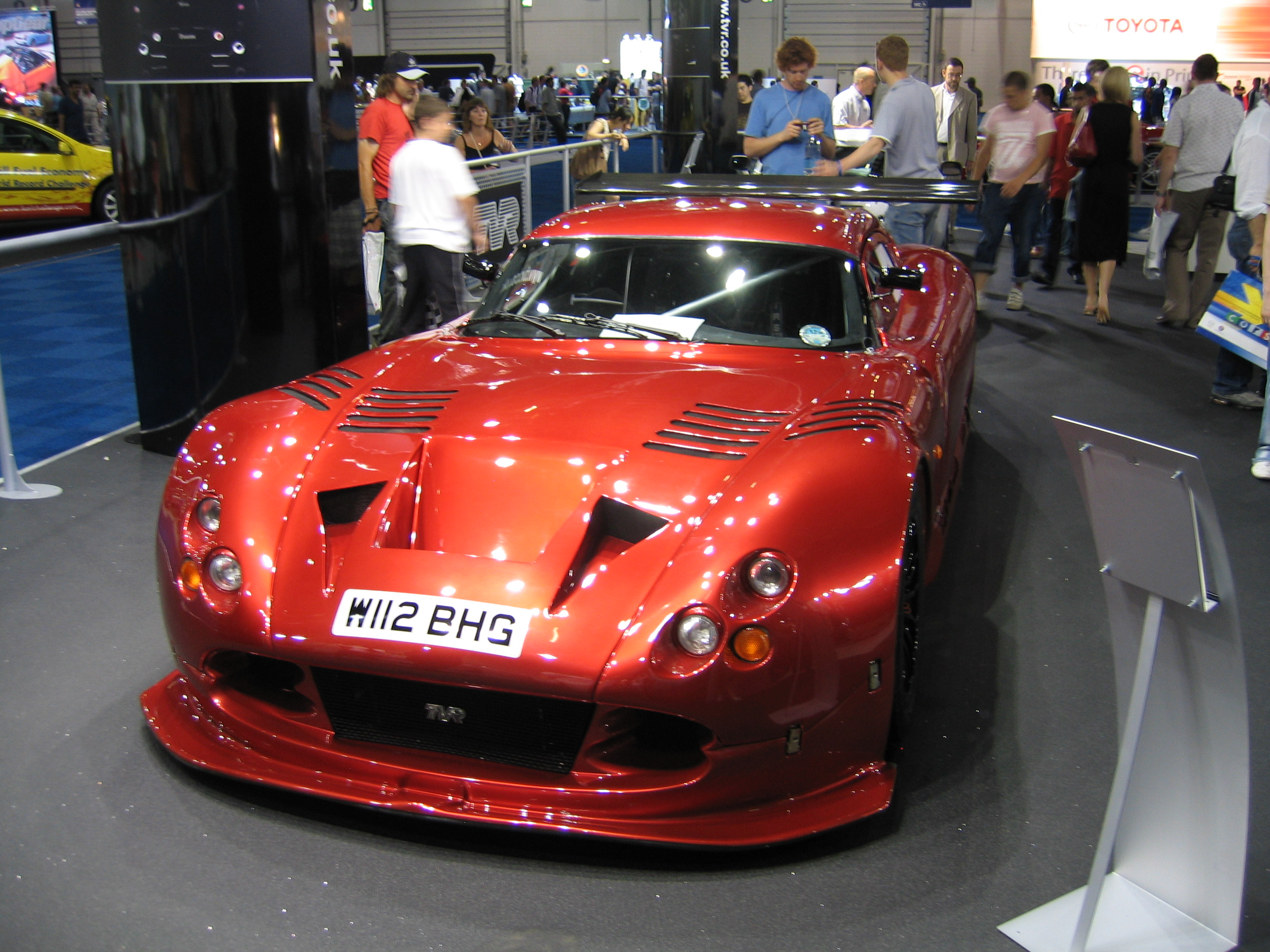
TVR Cerbera Speed 12
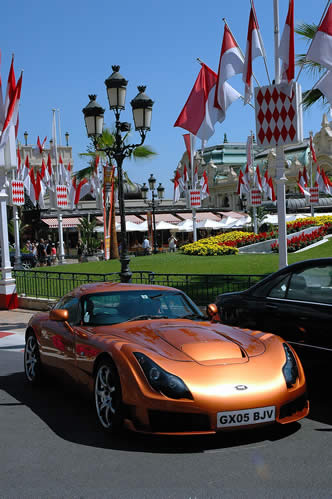
TVR Sagaris
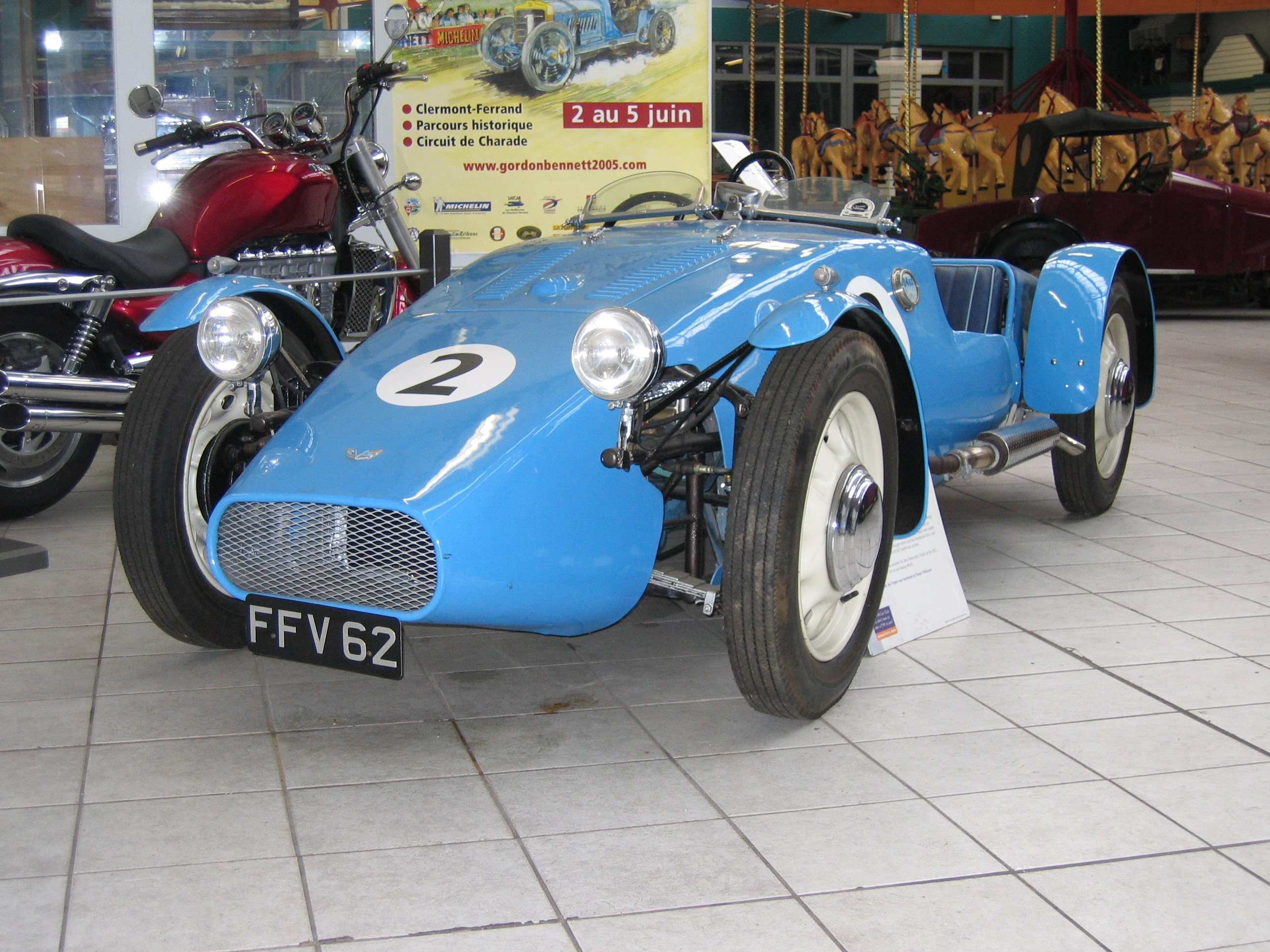
TVR No. 2 – nejstarší dochované TVR